# 覚信尼

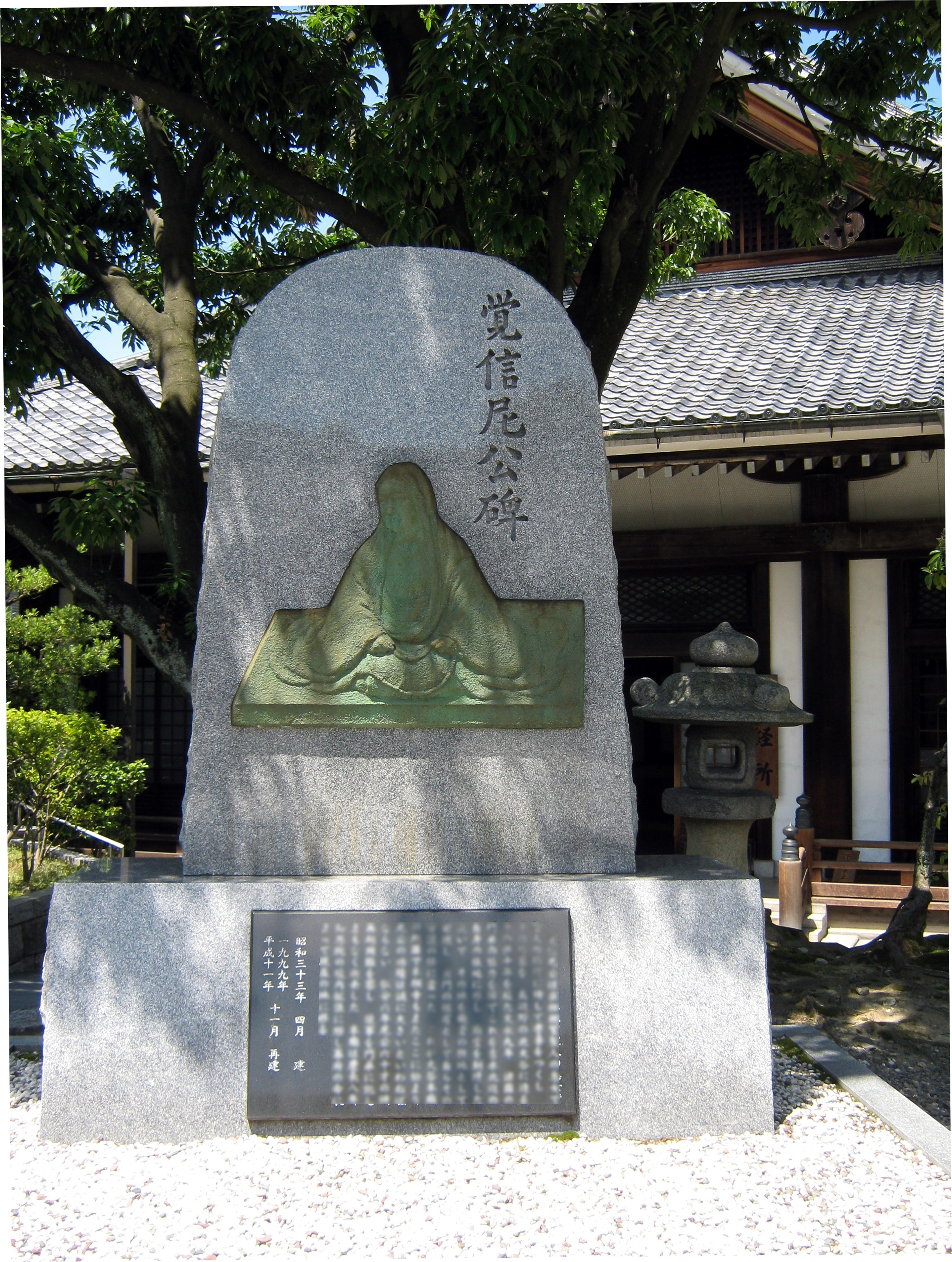
覚信尼公碑、大谷本廟、京都市東山区

覚信尼（かくしんに、元仁元年〈1224年〉 - 弘安6年11月24日〈1283年12月14日〉?）は、鎌倉時代浄土真宗の宗祖とされる親鸞の末娘。母は恵信尼。俗称は王御前（おうごぜん）。常陸国の出身。
久我通光の女房となって兵衛督局と呼ばれた。日野広綱に嫁して覚恵・光玉尼を出産したが、広綱の没後、小野宮禅念と再婚して唯善を生んだ。
父親鸞が東国より帰京する際に、母恵信尼に替わって上京し、親鸞の世話をすることになったと伝わる。その後はずっと京都における親鸞の布教を支えてきた。親鸞没後は弟子達の布教に際してのまとめ役となり、そのことが浄土真宗教団の発展に繋がった。
直弟子顕智らの協力を得て、京都東山大谷に廟堂（大谷廟堂）を建立した。自らは留守職となって本願寺の基礎を築いた。